# N15 (Niger)
Die N15 oder RN15 ist eine hochrangige Straße vom Typ Nationalstraße (französisch route nationale) in der Region Tahoua in Niger.

## Verlauf und Charakteristik
Die N15 ist insgesamt 124,2 Kilometer lang. Sie beginnt im Departementshauptort Bagaroua als Abzweigung von der N36. Sie führt danach durch das Dorf Changnassou, wo rechts die Route 542 nach Guéza und die Route 547 nach Dallobi abzweigen. Nach dem Dorf Djinguiniss zweigt links die Route 548 nach Guilley ab. Die N15 verläuft weiter durch das Dorf Azao, quert das Trockental Zourourou und erreicht die Stadt Illéla. Dort zweigt rechts die Landstraße RR5-002 nach Saléwa ab. Die Nationalstraße mündet schließlich im Gemeindehauptort Badaguichiri in die N29.